# Omikron² Canis Majoris

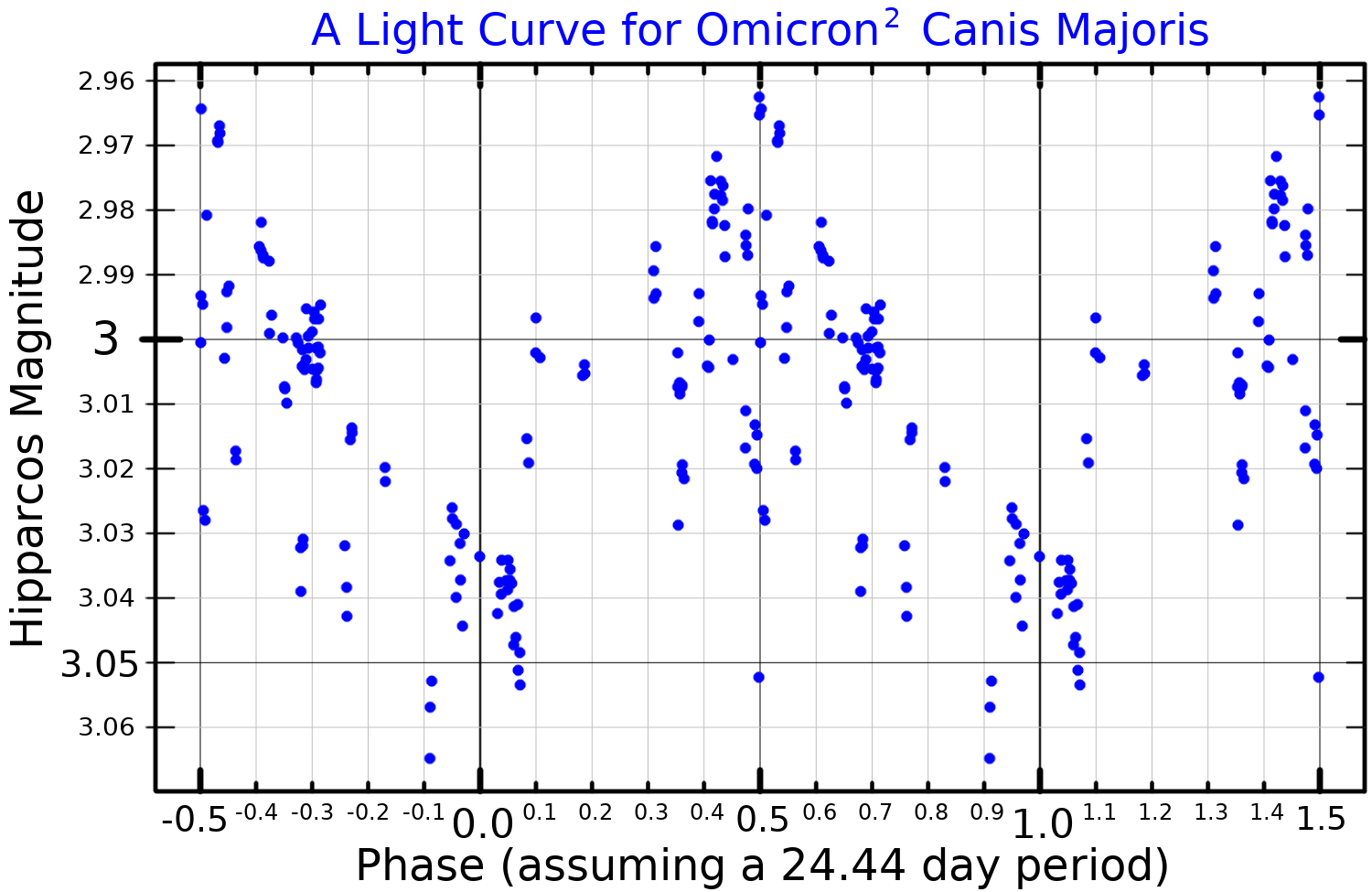
Lichtkromme van Omikron² Canis Majoris

Omikron² Canis Majoris is een ster in het sterrenbeeld Grote Hond. De superreus met spectraalklasse B3Ia heeft een schijnbare magnitude van 3,04, wat haar de op 6 na helderste ster in het sterrenbeeld maakt. De afstand van de ster is 3742 lichtjaar. Het is een Alpha Cygni veranderlijke met een periode van 24,4 dagen. 